# 小野まりえ
小野まりえ（おの まりえ、1986年5月27日 - ）は、日本の女優、埼玉県志木市出身。所属事務所はグリスト

## 来歴・人物
身長156cm、B78-W58-H84、靴のサイズ23.5cm、血液型はB型。趣味:読書、映画鑑賞、特技:バスケットボール。
デビュー当初はグラビアアイドルとして活動していたが、2002年にNHK大河ドラマ『利家とまつ』で女優としてデビューをはたす。2004年には制服姿で瓦割りのポーズをとった、四谷学院の特大駅貼りポスターが話題となる。かつては川口真理恵の芸名で活動していた。

## 出演

### テレビドラマ
- 利家とまつ（2002年、NHK総合テレビ） - てる 役
- ほんとにあった怖い話 『墓地の女』（2004年3月、フジテレビ系）
- 時空警察 PART4『伊藤博文暗殺事件』（2004年、日本テレビ系） - 稲田ハル 役
- 怨み屋本舗 第9話（2006年、テレビ東京系） - 中沢（看護師）役
- キューティーハニー THE LIVE（2007年、テレビ東京系） - 宮田佳代 役
- 梅ちゃん先生（2012年、NHK） - 養護教諭 役
- 仮面ライダーリバイス（2021年9月 - 2022年8月） - 大森聖子 役

### CM
- 四谷学院（2004年）
- 明星食品 一平ちゃん『大リニューアル』編（2006年）
- 花王 クイックルワイパー・ハンディ（2006年）
- NHK 地球大好き環境キャンペーン「明日のエコではまにあわない」（2007年）
- QTNet BBIQ 『「AからBへ」ボクシング試合』編（2007年）
- 第一生命（2008年）
- 小林製薬 フェミニーナ軟膏（2009年） - 中山忍と共演

### 映画
- 真夜中の弥次さん喜多さん（2005年）
- 転生 TENSEI（2006年）第2部主演 - 前薗園子 役
- 夜のピクニック（2006年） - あゆみ（新聞部員）役
- saru phase three（2007年） - 戸田奈保美 役
- ちーちゃんは悠久の向こう（2008年1月19日公開） - 大島（弓道部員）役
- 熊になる（2008年） - アッちゃん 役
- USB（2009年、監督：奥秀太郎） - ヒロイン・真下恵子 役
- キリトル（2009年、監督：田中情）主演 - カヤ 役
- 上京物語（2009年） - 岡本徳子 役
- ネムリバ（2010年、監督：園田新）主演 - 小田原ミカ 役
- 紲〜庵治石の味〜（2011年、監督：片岡秀明）田島結維 役　2013The International Movie Award 優秀主演女優賞受賞
- 正しく忘れる（2014年、監督：井上真行） - 山村春子 役
- 夏前。おわり（2014年、監督：佐々木友紀） - ヒロカ 役
- リバースダイアリー（2018年、監督：園田新） - 本田綾 役
- 恋脳Experiment（2025年、監督：岡田詩歌）[1]

### 舞台
- ギャラクシーエンジェル（2005年3月 - 、紀伊國屋サザンシアター、12月 - 、博品館劇場） - ミント・ブラマンシュ 役
- abbey アビィ（2007年11月、青山円形劇場）
- 「ドブ、ギワギワの女たち」（2013年3月29日 - 4月1日、AiiA Theater Tokyo）

### ミュージッククリップ
- 矢井田瞳 『マーブル色の日』（2004年）
- CANCION 『青春の影』（2006年）
- 清水翔太『アイシテル』（2008年）

## 受賞
紲〜庵治石の味〜
- 2013The International Movie Award 優秀主演女優賞
- 2013The International Movie Award 優秀カップル演技賞[2]